# Curling-Weltmeisterschaft der Damen 1981
Die Curling-Weltmeisterschaft der Damen 1981 (offiziell: Royal Bank of Scotland World Women’s Curling Championship 1981) war die 3. Austragung der Welttitelkämpfe im Curling der Damen. Das Turnier fand vom 16. bis 21. März des Jahres zum dritten Mal in Folge in der schottischen Stadt Perth im Perth Ice Rink statt.
Nach zwei verlorenen Endspielen triumphierte die schwedische Mannschaft im Weltmeisterschaftsfinale gegen die Titelverteidigerinnen aus Kanada.
Gespielt wurde ein Rundenturnier (Round Robin), was bedeutet, dass Jeder gegen jeden antritt.

## Teilnehmende Nationen
| BR Deutschland                                                                                             | Dänemark | Italien | Kanada                                                                                                   | Niederlande |
| --- | --- | --- | --- | --- |
| EV Oberstdorf, Oberstdorf Skip: Almut Hege Third: Suzanne Koch Second: Renate Räderer Lead: Ingeborg Stock | Hvidovre CC, Hvidovre Fourth: Helena Blach Skip: Marianne Jørgensen Second: Astrid Birnbaum Lead: Malene Krause | Cortina CC, Cortina d’Ampezzo Skip: Maria-Grazzia Constantini Third: Ann Lacedelli Second: Tea Valt Lead: Marina Pavani | Calgary CC, Calgary Skip: Susan Seitz Third: Judy Erickson Second: Myrna McKay Lead: Betty McCracken     | Den Haag CC, Den Haag Skip: Laura van Imhoff Third: Hermance van den Houten Second: Annemie de Jongh Lead: Hanneke Veening |
| Norwegen                                                                                                   | Schottland | Schweden | Schweiz                                                                                                  | Vereinigte Staaten |
| Oslo CC, Oslo Skip: Anne Jøtun Bakke Third: Bente Hoel Second: Elisabeth Skogen Lead: Hilde Jøtun          | Broughty Ferry Ladies CC, Dundee Skip: Helen Caird Third: Rae Gray Second: Sheena Hay Lead: Helen Watson        | Karlstads CK, Karlstad Skip: Elisabeth Högström Third: Carona Olsson Second: Birgitta Sewik Lead: Karin Sjögren         | CC Bern, Bern Skip: Susan Schlapbach Third: Irene Bürgi Second: Ursula Schlapbach Lead: Katrin Peterhans | Granite CC, Seattle Skip: Nancy Langley Third: Carol Dahl Second: Leslie Frosch Lead: Nancy Wallace                        |

## Tabelle der Round Robin
| Schlüssel | Schlüssel                       |
| --------- | ------------------------------- |
|           | Qualifiziert für das Halbfinale |

| Platz | Team               | Spiele | Siege | Ndlg. |
| ----- | ------------------ | ------ | ----- | ----- |
| 1.    | Kanada             | 9      | 8     | 1     |
| 2.    | Schweden           | 9      | 8     | 1     |
| 3.    | Norwegen           | 9      | 7     | 2     |
| 4.    | Schweiz            | 9      | 6     | 3     |
| 5.    | Dänemark           | 9      | 5     | 4     |
| 6.    | Schottland         | 9      | 4     | 5     |
| 7.    | Italien            | 9      | 3     | 6     |
| 8.    | Vereinigte Staaten | 9      | 2     | 7     |
| 9.    | BR Deutschland     | 9      | 2     | 7     |
| 10.   | Niederlande        | 9      | 0     | 9     |

## Ergebnisse der Round Robin

### Runde 1
| Begegnung                    | Resultat |
| ---------------------------- | -------- |
| Dänemark – Italien           | 9:8      |
| BR Deutschland – Niederlande | 8:4      |
| Vereinigte Staaten – Schweiz | 2:8      |
| Schweden – Kanada            | 4:6      |
| Schottland – Norwegen        | 5:8      |

### Runde 2
| Begegnung                     | Resultat |
| ----------------------------- | -------- |
| Schweiz – Schottland          | 8:7      |
| BR Deutschland – Dänemark     | 6:9      |
| Niederlande – Schweden        | 2:9      |
| Norwegen – Vereinigte Staaten | 7:5      |
| Kanada – Italien              | 9:8      |

### Runde 3
| Begegnung                     | Resultat |
| ----------------------------- | -------- |
| Italien – Norwegen            | 4:10     |
| Niederlande – Kanada          | 1:10     |
| Dänemark – Schweiz            | 5:4      |
| Schottland – BR Deutschland   | 6:8      |
| Vereinigte Staaten – Schweden | 5:7      |

### Runde 4
| Begegnung                    | Resultat |
| ---------------------------- | -------- |
| Niederlande – Norwegen       | 2:12     |
| Schweden – BR Deutschland    | 8:1      |
| Vereinigte Staaten – Italien | 6:13     |
| Kanada – Schweiz             | 7:9      |
| Dänemark – Schottland        | 5:6      |

### Runde 5
| Begegnung                       | Resultat |
| ------------------------------- | -------- |
| Vereinigte Staaten – Schottland | 5:6      |
| Italien – Schweden              | 4:8      |
| Norwegen – Kanada               | 6:8      |
| Dänemark – Niederlande          | 10:4     |
| Schweiz – BR Deutschland        | 9:4      |

### Runde 6
| Begegnung                        | Resultat |
| -------------------------------- | -------- |
| Kanada – Dänemark                | 7:3      |
| Niederlande – Vereinigte Staaten | 5:8      |
| Schweiz – Norwegen               | 7:8      |
| Schottland – Schweden            | 6:11     |
| BR Deutschland – Italien         | 9:10     |

### Runde 7
| Begegnung                           | Resultat |
| ----------------------------------- | -------- |
| Schweiz – Schweden                  | 5:7      |
| Schottland – Kanada                 | 3:8      |
| BR Deutschland – Vereinigte Staaten | 6:8      |
| Norwegen – Dänemark                 | 5:4      |
| Italien – Niederlande               | 11:2     |

### Runde 8
| Begegnung                   | Resultat |
| --------------------------- | -------- |
| Norwegen – BR Deutschland   | 9:8      |
| Schweden – Dänemark         | 8:3      |
| Italien – Schottland        | 5:11     |
| Schweiz – Niederlande       | 13:2     |
| Kanada – Vereinigte Staaten | 9:2      |

### Runde 9
| Begegnung                     | Resultat |
| ----------------------------- | -------- |
| Niederlande – Schottland      | 6:11     |
| Italien – Schweiz             | 4:12     |
| Schweden – Norwegen           | 12:4     |
| BR Deutschland – Kanada       | 4:5      |
| Dänemark – Vereinigte Staaten | 7:6      |

## Play-off

### Turnierbaum
|  | Halbfinale | Halbfinale | Halbfinale |  |  | Finale | Finale   | Finale |
|  |            |            |            |  |  |        |          |        |
|  |            |            |            |  |  |        |          |        |
|  | 1          | Kanada     | 7          |  |  |        |          |        |
|  | 4          | Schweiz    | 6          |  |  |        |          |        |
|  |            |            |            |  |  | 1      | Kanada   | 2      |
|  |            |            |            |  |  | 2      | Schweden | 7      |
|  | 2          | Schweden   | 4          |  |  |        |          |        |
|  | 3          | Norwegen   | 2          |  |  |        |          |        |
|  |            |            |            |  |  |        |          |        |

### Halbfinale
| Begegnung           | Resultat |
| ------------------- | -------- |
| Kanada – Schweiz    | 7:6      |
| Schweden – Norwegen | 4:2      |

### Finale
| Begegnung         | Resultat |
| ----------------- | -------- |
| Kanada – Schweden | 2:7      |

## Endstand
| Platz | Land               |
| ----- | ------------------ |
| 1     | Schweden           |
| 2     | Kanada             |
| 3     | Norwegen           |
| 4     | Schweiz            |
| 5     | Dänemark           |
| 6     | Schottland         |
| 7     | Italien            |
| 8     | Vereinigte Staaten |
| 9     | BR Deutschland     |
| 10    | Niederlande        |